# Avezzano Calcio
Avezzano Calcio é uma equipa com sede na cidade de Avezzano (Abruzos) que joga na Serie D, no Campeonato Italiano de Futebol. Tem como presidente Gianni Paris. Joga no Stadio dei Marsi.